# Guglielmo Negri
Guglielmo Negri (Roma, 5 luglio 1926 – Roma, 18 ottobre 2000) è stato un giurista italiano.

## Carriera accademica, amministrativa e politica
Alto funzionario di Stato e docente di diritto costituzionale (presso la facoltà di Magistero dell'Università Roma-La Sapienza e presso la LUISS "Guido Carli" di Roma). Fu Presidente del Partito Repubblicano Italiano dal 1995 al 2000, saggista, romanziere e notista politico del "Corriere della Sera". È stato stretto collaboratore di due presidenti della Repubblica, Sandro Pertini e Francesco Cossiga. Tra i promotori dell'Associazione Repubblicana Universitaria "Guglielmo Oberdan".
Capo di Gabinetto del Ministro per i rapporti con il parlamento, Dino del Bo (luglio 1957 - giugno 1958) nel Governo presieduto da Adone Zoli, dopo essere stato Vicesegretario generale della Camera dei deputati (dal 1979 al 1985) e nominato Consìgliere di Stato (1985), fu incaricato, nel 1994, da C.A. Ciampi, della direzione della "Scuola superiore della pubblica amministrazione (fino al 1998) e chiamato, quindi,  nel 1995, da Lamberto Dini quale Sottosegretario di Stato alla Presidenza del Consiglio dei ministri con delega ai Rapporti con il Parlamento.
La sua attività scientifica, come testimoniano i suoi lavori, ha riguardato sia il diritto costituzionale italiano e comparato (con riferimento agli ordinamenti delle grandi democrazie occidentali e particolarmente degli Stati Uniti), sia la storia (e la cronaca) costituzionale e politica. Alcuni suoi studi, come quello relativo all'ordinamento interno dei partiti politici, hanno rivestito un carattere di novità nel campo degli studi giuspubblicistici e politologici, i due crinali sui quali si è sempre svolta la sua ricerca.
Morì nell'autunno del 2000 all'età di 74 anni.

## Opere
- Raccolta degli statuti dei partiti politici in Italia (coautore: Mario D'Antonio), Giuffrè, 1958
- Verso la Quinta repubblica: l'evoluzione costituzionale contemporanea in Francia, Nistri-Lischi, 1958
- Il leader del partito anglosassone: osservazioni sulle tendenze monocratiche nei sistemi britannico e statunitense, Giuffrè, 1958
- Il diritto costituzionale degli Stati Uniti d’America, Nistri-Lischi, 1960;
- Insegnamento e ricerca nel campo della Pubblica Amministrazione (coautore: J.R. Watson), Zanichelli, 1960;

- La formazione degli Stati Uniti d'America: documenti  (coautori: Alberto Aquarone e Cipriana Scelba, prefazione di Gaspare Ambrosini), Nistri-Lischi, 1961
- Profili dell'evoluzione costituzionale delle colonie americane, Nistri-Lischi, 1961
- La direzione della politica estera nelle grandi democrazie: Inghilterra - Stati Uniti, Giuffrè, 1964
- Il sistema politico degli Stati Uniti d'America. Le istituzioni costituzionali, Nistri-Lischi, 1969.
- La gabbia, Edistudio, 1973 (premio Forte dei Marmi per la satira politica)
- Parigi 1939, un ricordo Vallecchi, 1975
- Potere e libertà. Flores sententiarum (a cura di), Giuffrè, 1978
- Tra storia e diritto. Letture e saggi, Firenze 1975, Vallecchi, 1979
- The case of Catiline, editore Cadmo, 1979.
- L'occhio sulla Repubblica, Edizioni di Comunità, 1979.
- Il Federalista (coautore: Mario D'Addio), Il Mulino, 1980.
- L'Italia negli anni Settanta. Diario di una crisi politica (coautore: Carlo Pappagallo), Armando Armando, 1981
- Il cittadino e la democrazia. Educazione civica per la scuola media, Istituto geografico De Agostini Novara, 1982
- La parabola costituzionale del fascismo, Roma, 1982
- Il partito politico di fronte allo Stato, di fronte a se stesso (a cura di), con M. D’Antonio, Giuffrè, 1983
- Il Risveglio, Sellerio, 1984.
- Il quadro costituzionale. Tempi e istituti della libertà, Giuffrè editore, 1984
- Testimone di mezzo secolo. Tra S. Pietro e Montecitorio 1934-1972, Il Mulino 1986
- Il Parlamento e le riforme istituzionali (coautori: Gian Franco Ciaurro e Silvano Simoni), editore Colombo, 1988.
- Giolitti e la nascita della Banca d'Italia nel 1893 (a cura di), Laterza, 1989

- Le costituzioni inattuate (ed. con S. Simoni), Colombo, 1990
- Storia politica italiana dall'Unità alla Repubblica, Giuffrè editore, 1994
- Un anno con Dini: diario di un governo eccezionale, Il Mulino, 1996.
- Istituzioni e politica: governi, parlamento e magistrature nell'Italia Repubblicana, editore Felice Le Monnier, 1999.
- Il quindicennio cruciale: 1972-1987, Luni editore, 1999
- La transizione incompiuta: 1987-1996, Luni editore, 2000.